# Nordkaukasiska federala distriktet
Nordkaukasiska federala distriktet (Северо-Кавказский федеральный округ, Severo-Kavkazskij federalnyj okrug) är ett federalt distrikt i Ryssland. Det ligger i sydvästligaste Ryssland, i det geografiska området Nordkaukasus. Distriktet bröts ut ur Södra federala distriktet den 19 januari 2010. Pjatigorsk är distriktets huvudstad.

## Federationssubjekt
| Rysk alfabetisk ordning | Rysk alfabetisk ordning | Rysk alfabetisk ordning           | Rysk alfabetisk ordning |
| nr                      | Flagga                  | Federationssubjekt                | Huvudort                |
| ----------------------- | ----------------------- | --------------------------------- | ----------------------- |
| 1                       |                         | Republiken Dagestan               | Machatjkala             |
| 2                       |                         | Republiken Ingusjien              | Magas                   |
| 3                       |                         | Republiken Kabardinien-Balkarien  | Naltjik                 |
| 4                       |                         | Republiken Karatjajen-Tjerkessien | Tjerkessk               |
| 5                       |                         | Republiken Nordossetien           | Vladikavkaz             |
| 6                       |                         | Stavropol kraj                    | Stavropol               |
| 7                       |                         | Republiken Tjetjenien             | Groznyj                 |